# Carretera A5 (Gran Bretanya)
La carretera A5 de Londres a Holyhead és una carretera troncal a Anglaterra i Gal·les. Discorre per aproximadament 443 km (incloent les seccions concurrents amb altres denominacions) des de Londres fins al mar d'Irlanda. Arriba a la costa al port per transbordadors de Holyhead, que dona servei a més de 2 milions de passatgers cada any. En molts trams la ruta ressegueix l'antic itinerari romà Iter II d'Antoní que després prengué el nom anglosaxó de Watling Street.
El juny del 2008, un tram de 16 km de l'A5 entre Daventry i Rugby va ser considerat com la carretera més perillosa de l'East Midlands.